# هوش تجاری
هوش تجاری یا Commercial Intelligence شامل مجموعه‌ای از مهارت‌ها، تکنولوژی‌ها و برنامه‌های کاربردی می‌باشد که به‌ منظور جمع‌آوری، یکپارچه‌سازی، تجزیه ‌و‌ تحلیل و ایجاد دسترسی به داده‌های سازمان، مورد استفاده قرار می‌گیرند. چنانچه بخواهیم به طور خیلی ساده هوش تجاری (CI) را تعریف کنیم می‌توان گفت که هوش تجاری شامل کلیه روش‌ها و فرآیندهای کامپیوتری است که داده را به اطلاعات و سپس به دانش تبدیل می‌کند. در نهایت هوش تجاری کسب و کار شما را بهبود خواهد بخشید.
هوش تجاری ، فرایند تعریف، جمع‌آوری، تجزیه و تحلیل و توزیع اطلاعات دقیق و مربوط به محصولات، مشتریان، رقبا، محیط تجاری و سازمان است.
هوش تجاری به زبان ساده، شامل کلیه روش‌ها و فرآیندهای کامپیوتری است که داده را به اطلاعات و سپس به دانش تبدیل‌می‌کند.
این برنامه روش شناختی تاکتیک‌ها، تصمیم‌ها و عملیات سازمان را تحت تأثیر قرارمی‌دهد.

## چه کسی از هوش تجاری استفاده می‌کند؟
یک مطالعه ۱۹۹۸ توسط Futures Group, Glastonbury، شرکت کانتیکت بر اساس یک شرکت مشاوره ای است که نشان می‌دهد ۸۲ درصد از شرکت‌های دارای درآمد سالانه بیش از ۱۰ میلیارد دلار و ۶۰ درصد از کسانی که درآمد سالانه بیش از ۱ میلیارد دلار دارند، سیستم اطلاعاتی سازمان یافته‌ای دارند.
در حالی که شرکت‌های بزرگتر دارای بخش‌های خاصی هستند که به هوش تجاری اختصاص داده‌اند، شرکت‌های متوسط می‌توانند شرکت‌های اطلاعاتی تجاری را استخدام کنند و صاحبان کسب و کارهای کوچکتر احتمال بیشتری دارند که این کار را انجام‌دهند.

## چه اطلاعات تجاری می‌تواند از ما استفاده کند؟
هوش تجاری را می‌توان با روش‌های مختلف به دست آورد و تحلیل کرد: اطلاعات در مورد عملکرد مالی عرضه‌کننده تحولات سیاسی نشانگرهای اقتصادی توسعه محصول جدید جنبش بازار ارز عملکرد رقابتی تازه واردان بازار اطلاعات اولیه در مقابل اطلاعات ثانویه منابع اولیه اطلاعات